# Анне-К'єрсті Кальво
Анне Х'єрсті Кальво (норв. Anne Kjersti Kalvå) — норвезька лижниця, чемпіонка світу та призерка чемпіонату світу.

## Спортивна кар'єра
Учасниця чемпіонату світу серед юніорів 2012 року, де посіла 34-те і 52-ге місця. Також невдало виступила і на чемпіонаті світу Ю-23 2014 року. Але зрештою на аналогічному чемпіонаті 2015 року виступила набагато краще, посівши 5-те і 9-те місця.
У Кубку світу дебютувала в березні 2013 року в Драммені, посівши в спринті 51-ше місце. Свої перші залікові бали набрала в січні 2017 року в Тоблаху, діставшись фінішу 28-ю, а до топ-20 вперше потрапила в березні 2017 року в Голменколлені, посівши 19-те місце на дистанції 30 км. На Тур де Скі 2017–2018 вона була 8-ю на етапі в Оберстдорфі й посіла 22-ге місце в загальному заліку. У грудні 2019 року Давосі також фінішувала 8-ю в спринті.
Вона виступає за спортивний клуб Lundamo IL.

## Результати за кар'єру
Усі результати наведено за даними Міжнародної федерації лижного спорту.

### Чемпіонати світу
| Рік  | Вік | 10 км індивідуальні пер. | 15 км скіатлон | 30 км мас-старт | Спринт | 4 × 5 км естафета | Командна першість спринт |
| ---- | --- | ------------------------ | -------------- | --------------- | ------ | ----------------- | ------------------------ |
| 2021 | 28  | —                        | 12             | 6               | —      | —                 | —                        |

### Кубки світу

#### Підсумкові місця в Кубку світу за роками
| Сезон | Вік | Місце в дисципліні | Місце в дисципліні | Місце в дисципліні | Місце в дисципліні | Місце в Скі Тур | Місце в Скі Тур | Місце в Скі Тур | Місце в Скі Тур   | Місце в Скі Тур |
| Сезон | Вік | Загалом            | Дистанція          | Спринт             | Ю-23               | Nordic Opening  | Тур де Скі      | Скі Тур 2020    | Фінал Кубка світу | Скі Тур Канада  |
| ----- | --- | ------------------ | ------------------ | ------------------ | ------------------ | --------------- | --------------- | --------------- | ----------------- | --------------- |
| 2013  | 20  | НК                 | —                  | НК                 | Н/Д                | —               | —               | Н/Д             | —                 | Н/Д             |
| 2015  | 22  | НК                 | НК                 | —                  | НК                 | —               | —               | Н/Д             | Н/Д               | Н/Д             |
| 2016  | 23  | НК                 | НК                 | —                  | Н/Д                | —               | —               | Н/Д             | Н/Д               | —               |
| 2017  | 24  | 95                 | 72                 | 81                 | Н/Д                | 44              | —               | Н/Д             | —                 | Н/Д             |
| 2018  | 25  | 50                 | 46                 | 48                 | Н/Д                | —               | 22              | Н/Д             | —                 | Н/Д             |
| 2019  | 26  | 68                 | 64                 | 43                 | Н/Д                | —               | —               | Н/Д             | —                 | Н/Д             |
| 2020  | 27  | 26                 | 25                 | 26                 | Н/Д                | 13              | 16              | —               | Н/Д               | Н/Д             |
| 2021  | 28  | 31                 | 29                 | 45                 | Н/Д                | 13              | —               | Н/Д             | Н/Д               | Н/Д             |